# National Basketball Association
NBA (National Basketball Association, česky Národní basketbalová asociace) je plně profesionální nejvyšší basketbalová liga v Severní Americe, považovaná za nejprestižnější basketbalovou soutěž na světě. Byla založena v New Yorku dne 6. června 1946 jako Basketball Association of America (BAA), současný název nese od roku 1949.

## Struktura NBA
NBA se dělí na Západní konferenci (Western Conference) a Východní konferenci (Eastern Conference), z nichž každá se aktuálně skládá ze tří divizí po pěti družstvech. Sezóna NBA se skládá z dlouhodobé části (hrané systémem každý s každým) a závěrečného play-off hraného vylučovacím systémem. Play-off se hraje zvlášť v každé konferenci, vítězové východní a západní konference se na závěr utkávají ve Finále NBA.
Každé družstvo odehraje celkem 82 zápasů a ze západní a východní konference postoupí vždy 16 týmů do play-off (8 týmů ze západní konference a 8 týmů z východní konference)

## Historie
Vznik NBA
NBA byla založena pod názvem BAA (Basketball Association of America) roku 1946 s pouze 11 týmy, měla sloužit jako konkurence NBL existující už od roku 1937. První zápas se hrál 1. listopadu 1946 v Torontu mezi Toronto Huskies a New York Knicks. Vůbec prvním skórujícím hráčem v zápase NBA se stal Ossie Schectman z týmu New Yorku. Struktura NBA je od začátku stejná.
V první sezóně postoupili do finále BAA Chicago Stags a Philadelphia Warriors. 4–1 na zápasy vyhrála Philadelphia a tím se stala prvním vítězem NBA v historii. Nejlepším střelcem sezóny se stal Joe Fulks. Roku 1948 vyhráli BAA Baltimore Bullets a o rok později Mineapolis Lakers. Během těchto let byl do NBA přidán 1 tým z konkurenční NBL. Tyto 3 roky NBL a BAA soupeřili o to, kdo bude mít více fanoušků a větší popularitu. NBL klesla popularita, zbylo v ní pouze 5 týmů a připojila se k BAA, vznikla legendární NBA.
Počátky NBA (1949–1956)
17 týmů v NBA působilo pouze jeden rok a hned ten další byl počet týmů omezen na 11. V sezóně 1952–1953 se poprvé uděluje cena pro nejlepšího hráče, který odehrál pouze 1 sezónu v NBA, ROTY (rookie of the year). Tu vyhrává Don Meineke, ten se ale po tomto úspěchu v NBA moc neprosadil. Do sezóny 1954–1955 nastoupí už jen 8 týmů. V témže roce je draftován týmem Milwaukee Hawks jako dvojka draftu Bob Pettit. Ten tuto sezónu dostává cenu rookie of the year a vede NBA v počtu asistencí. Další sezónu NBA zavádí cenu MVP (most valuable player) pro nejužitečnějšího hráče sezóny. Vůbec první cenu MVP vyhrává Bob Pettit za tým St. Louis Hawks (Hawks se přestěhovali z Milwaukee do St. Louis). Tento rok se Bob Pettit stává zároveň hráčem s nejvíce body a doskoky za sezónu.
Bill Russel a nadvláda Bostonu Celtics (1956–1969)
Roku 1956 byl jako dvojka draftu vybrán Bill Russel týmem St. Louis Hawks a následně byl odkoupen Bostonem Celtics. Spolu s Bobem Cousym, Billem Sharmanem a Tomem Heinsohnem vytvořili super tým, přičemž rovnou první sezónu vyhráli NBA. Bob Cousy získává cenu MVP a Tom Heinsohn ROTY.
Hned druhý rok v NBA se Bill Russel stal MVP a vedl žebříček NBA v doskocích, když dosáhl 22,7 doskoků na zápas. Do finále se sice Celtics probojovali, ale podlehli po sérii 4–2 St. Louis.
Další sezónu už Celtics titul vyhrají a odstartují tím sérii 8 výher NBA v řadě. V draftu roku 1959 byl jako Territorial pick vybrán týmem Philadelphia Warriors Wilt Chamberlain. Ten hned svou první sezónu v NBA vyhrává MVP a vede NBA jak v bodech,tak doskocích a získává cenu ROTY. Dosahuje 37 bodů a 27 doskoků na zápas. Svůj tým sice probojuje do finále východní konference,ale tam podlehne 4–2 Bostonu. Ve finále NBA Boston porazí 4–3 St. Louis Hawks.
V dalších třech sezónách jsou Celtics ve finále neporaženi a Bill Russell 3x za sebou vyhrává cenu MVP i přes úžasné výkony Wilta Chamberlaina, který v sezóně 1961–1962 dosahuje 50 bodů na zápas, což je nejvíce v historii NBA. Během této sezóny přesněji 2. března 1952 dává v zápase proti New York Knicks Wilt Chamberlain za výsledného skóre 169–147 pro Philadelphii 100 bodů, což je platný rekord nejvíce bodů daných v jednom zápase. Wilt Chamberlain zároveň drží i 3 další místa v bodech na zápas, a to ze sezón 1959–1960, 1960–1961 a 1962–63.
V sezóně 1963–1964 už sice MVP Bill Russel nevyhraje. Nejužitečnějším hráčem se stává Oscar Robertson, ale NBA Celtics opět ovládnou a hned další sezónu Bill Russel již své páté MVP a svůj osmý prsten pro vítěze NBA vyhrává.
Sezónu 1965–1966 Celtics opět vyhrají a mají na kontě už 8. výhru za sebou. MVP získává Wilt Chamberlain, který MVP získá i sezónu příští a jeho tým Philadelphia 76ers, kam v létě 1965 přestoupil, konečně ve finále východní konference Boston porazí 4–1 a ve finále Philadelphie zvítězí nad San Franciskem 4–2. Wilt Chambrelain získává první ze svých 2 prstenů pro vítěze NBA. Další 2 roky Boston s Billem Russelem NBA opět vyhrává. Roku 1969 si Bill Russel připisuje 11 vítězství v NBA,což je doposud nejvíce v historii, a rozhodne se ukončit svou kariéru v NBA. Boston vyhraje titul znovu až za 4 sezóny.
Kareem Abdul-Jabbar (1969–1980)
V draftu roku 1969 byl týmem Milwaukee Bucks vybrán jako první v pořadí prvního kola Lew Alcirdon. Ten hned svou první sezónu v NBA dosahuje 28 bodů na zápas a stává se ROTY. Tento rok také NBA k 25letému výročí mění logo, na kterém je vyobrazen Jerry West, v tu dobu hrající za LA Lakers, s kterými se tuto sezónu dostal do finále NBA. Jerry West tuto sezónu vyhrává nově založenou cenu Finals MVP pro nejužitečnějšího hráče finálové série.
Další sezónu k Lew Alcirdonovi Bucks kupují Oscara Robertsona, ten už v minulosti jednou vyhrál MVP a 12x se stal NBA All-star. Vytvořili tím jednu z nejslavnějších dvojic historie NBA. Hned první sezónu toto duo vyhrálo NBA. Lew Alcirdon se stává MVP a dosahuje nejvíce bodů na zápas z celé NBA a to 31. Další sezónu Lew Alcirdon konvertuje k islámu a mění si své jméno na Kareem Abdul-Jabbar. Nové jméno jeho hru nezmění a podruhé za sebou se stává MVP. S Bucks Kareem Abdul-Jabbar sice MVP ještě jednou získá a to v sezóně 1973–1974, ale NBA se jim vyhrát nepodaří. Proto roku 1975 přestupuje do LA Lakers. První 2 sezóny v Lakers vyhrává MVP.
Roku 1978 je draftován jako šestý týmem Boston Celtics Larry Bird. Další sezónu v draftu roku 1979 je Utahem Jazz jako jednička draftu vybrán a následně odkoupen Lakers Magic Johnson. Kareem Abdul-Jabbar a Magic Johnson vytváří další legendární dvojici a hned první sezónu LA NBA vyhrávají. Kareem Abdul-Jabbar se stává MVP a Magic Johnson vyhrává ROTY. Tímto Kareem Abdul-Jabbar získává své šesté MVP a stává se hráčem s největším počtem výher této ceny. Další MVP už nikdy nevyhraje. V této sezóně je také poprvé nejdříve jen na rok vyzkoušena trojková čára. „Trojka“ se rychle stává populární a NBA se rozhodne ji ponechat do dalších sezón. Během sedmdesátých let se NBA rozšiřuje a do sezóny 1980–1981 již nastupuje 23 týmů
Rivalita Bostonu Celtics a Los Angeles Lakers (1980–1988)
V sezónách 1980–1981 a 1981–1982 se sice Boston a Lakers ve finále nepotkali, ale oba NBA vyhráli. V sezóně 1980–1981 jako obrovské překvapení Houston v čele s Mosesem Malonem (MVP ze sezóny 1978–1979) vyřadili LA hned v prvním kole playoff. Přitom Houston postupoval do playoff až z poslední pozice. Houston se probojoval až do finále, ale tam narazil na Boston s Larry Birdem. Boston si nakonec odváží domů pohár pro vítěze NBA.
V sezóně 1981–1982 pro změnu Philadelphia 76ers vedená Juliusem Ervingem (MVP z minulé sezóny) vyřadí Boston po napínavé sérii 4–3. Ve finále však 76ers podlehnou LA. Další sezónu se finále opakuje, ale 76ers vítězí jednoznačně 4–0. V těchto sezónách se MVP stává Moses Malone, který už má na kontě 3 tato ocenění.
V sezóně 1982–1983 NBA zavádí další 2 ceny, NBA defensive player of the year (DPOY) a NBA sixth man of the year (6MOY). DPOY je pro nejlepšího obránce sezóny a 6MOY pro nejlepšího hráče nehrajícího v základní sestavě týmu.
V dalších 2 sezónách se už ale Boston s LA ve finále utkají. V sezóně 1983–1984 oba dva týmy suverénně postoupí do finále, kde se odehraje dlouhá série, která nakonec končí vítězstvím Bostonu 4–3. Larry Bird vyhrává Finals MVP. Larry Bird tuto sezónu také vyhrává svoji první cenu MVP. Draft roku 1984 se zapsal do historie. Jako jednička draftu byl vybrán Houstonem Rockets Hakeem Olajuwon a jako trojka draftu byl týmem Chicago Bulls vybrán Michael Jordan, mnoha lidmi v budoucnu označovaný jako GOAT (greatest of all time). Dále byl v tomto draftu vybrán Philadelphii Charles Barkley nebo Utahem John Stockton.
Sezóna 1984–1985 probíhá podobně jako ta minulá, Boston i LA vyhrávají konferenci a dostávají se do finále NBA. Tentokrát ale vítězí LA. Finals MVP vyhrává Kareem Abdul-Jabbar, ale MVP opět získává Larry Bird. Michael Jordan vyhrává ROTY a hned v první sezóně je vybrán do All-Star Game.
V sezóně 1985–1986 opět Celtics i Lakers vyhrávají konferenci, ale Houston s Hakeemem Olajuwonem překvapivě poráží LA a dostává se do finále. Na Boston ale už nemají, Larry Bird získává třetí MVP v řadě a stává se Finals MVP.
Další sezóna a další finále Lakers proti Celtics. Tentokrát 4–2 vítězí LA. Magic Johnson poprvé vyhrává MVP a získává také finals MVP. Tento rok je draftován Dennis Rodman až jako 27. Detroitem Pistons. Tento rok se zavádí cena NBA most improved player (MIP) pro hráče s největším zlepšením za sezónu.
V roce 1987 Chicago Bulls draftuje Scottieho Pippena jako volbu číslo pět. Michael Jordan poprvé v kariéře vyhrává MVP a jako první v historii vyhrává zároveň i DPOY. Do finále NBA se tento rok probojují Detroit Pistons s tahouny Dennisem Rodmanem a Isiahem Thomasem. Ve finále však nestačí na LA Lakers s Magicem Johnsonem a Jamesem Worthym a prohrávají 4–3 na zápasy. Tuto sezónu končí Kareem Abdul-Jabbar svou kariéru.
Michael Jordan a threepeaty Chicaga Bulls (1988–1998)
V sezónách 1988–1989 a 1989–1990 se Chicago Bulls pokaždé dostávají do finále konference, kde ale naráží na svého největšího konkurenta Detroit Pistons, mladý Pippen s Jordanem naráží na velmi tvrdý styl hry Pistons. Tyto série Bulls prohrávají. Michael Jordan má v těchto sezónách nejvíce bodů na zápas z celé NBA. Magic Johnson 2x× vyhrává MVP.
Sezóna 1990–1991 se Bulls vydaří mnohem lépe, na rozdíl od minulých sezón Bulls vyhrávají konferenci a v playoff mají jen 1 prohru, ve finále konference porazí Detroit 4–0 a ve finále si poradí s LA Lakers. Michael Jordan opět vede NBA v bodech a získává druhé ocenění MVP.
Další sezóna je pro Bulls podobná, New York dokonce vyřadí Detroit už v prvním kole playoff. Bulls se dotávají do finále a tam poráží Portland 4–2. Jordan vyhrává MVP a má nejvíce bodů na zápas.
V sezóně 1992–1993 sice Bulls jsou až druzí v Konferenci. Konferenci vyhrávají New York Knicks s Patricem Ewingem. V playoff si s nimi ale Bulls poradí a ve finále se utkají s Phoenixem Suns, které táhne Charles Barkley. Ten tento rok vyhrává MVP, Jordan se ale Barkleyho nezalekne a Phoenix poráží 4–2 a tímto Bulls kompletují svůj první threepeat (tři výhry NBA v řadě). Jordan opět vede NBA v bodech na zápas. Tento rok ale Jordanovi umírá otec a on se proto rozhodne ukončit svoji kariéru. Jordan se rozhodne věnovat baseballu, který jeho otec hrával.
Bulls v roce 1993 sice podepisují Toniho Kukoče a Steva Kerra, ale Jordan je nenahraditelný. V konferenci končí na třetím místě a v playoff podléhají New Yorku 4–3. Do finále se dostane New york a Houston. Houston vítězí 4–3. Tento rok vyhrává MVP Hakeem Olajuwon a stává se historicky prvním hráčem, který vyhrál MVP a nebyl americké národnosti. Tento rok Olajuwon také vyhrává DPOY a stává se tak druhým po Jordanovi, komu se tato 2 ocenění podařilo vyhrát v jedné sezóně.
V sezóně 1994–1995 opět NBA vyhraje Houston. Chicago Bulls skončí v konferenci až pátí a v playoff vypadnou s Orlandem, kde hraje mladý Shaquille O‘Neal. MVP vyhrává Karl Malone z Utahu Jazz. Na konci této sezóny se Michael Jordan rozhodne vrátit do NBA.
V roce 1995 Bulls podepisují Dennise Rodmana a z velkých rivalů se stávají spoluhráči. Bulls do této sezóny nastupují v roli favorita. Se základní pětkou – Steve Kerr, Michael Jordan, Scottie Pippen, Dennis Rodman a Toni Kukoč vypadají neporazitelně. Svojí roli tuto sezónu také potvrdí. V regural season mají 72 výher a jen 10 proher. V playoff mají pouze jednu prohru a ve finále porazí Seattle Supersonics 4–2. Jordan vyhrává MVP, má nejvíce bodů na zápas z celé NBA Rodman má nejvíce doskoků na zápas z celé NBA. Bulls z tohoto roku jsou považováni za nejlepší tým historie.
Roku 1996 je draftován Charlote Hornets Kobe Bryant, ten je následně odkoupen LA Lakers. V tomto draftu je dále vybrán Allen Iverson, Ray Allen a Steve Nash. V tuto sezónu opět Bulls postupují do finále, kde tentokrát potkávají Utah Jazz s Johnem Stoctonem a Karlem Malonem ve vrcholu jejich kariéry. Bulls ale i přesto Utah porážejí 4–2. Karl Malone tentokrát vyhrává MVP. Michael Jordan má znovu nejvíce bodů na zápas a Dennis Rodman nejvíce doskoků na zápas.
Další sezónu se opět tyto dva týmy utkají ve finále, kde padne jeden z nejlegendárnějších košů historie NBA. Bulls vyhrávají finálovou sérii 3–2, stav zápasu je 86–85 pro Utah, 10 vteřin do konce zápasu, Jordan má míč. Odpoutává od sebe Bryana Russella a zpoza šestkové čáry Jordan střílí a dává vítězný koš, zbytek zápasu Bulls ubrání a získávají druhý threepeat. Tento koš se zároveň stává posledním košem Michaela Jordana v Chicagu Bulls. Michael Jordan podruhé končí svou kariéru a Bulls se rozpadají. Jordan tuto sezónu získává pátý titul MVP.
Threepeat LA Lakers (1998–2003)
Po rozpadu Bulls se situace v NBA mění. V Bulls z velkých hvězd už zůstává jen Toni Kukoč a tým v konferenci končí až na posledním místě. San Antonio Spurs v čele s Timem Duncanem a Davidem Robinsonem vyhrávají NBA. MVP podruhé získává Karl Malone.
V sezóně 1999–2000 vyhrává NBA LA Lakers. San Antoniu se tato sezóna nevydaří, končí v konferenci až na 4. místě a v playoff vypadnou v prvním kole. MVP vyhrává Shaquille O‘Neal, ten má nejvíce bodů na zápas z celé NBA. Příští sezónu se San Antonio zmátoří, ale pořád to na Lakers nestačí. Ve finále konference LA porazí Spurs 4–0 a ve finále si LA poradí s Indianou. LA vyhrává NBA podruhé v řadě.
Roku 2001 San Antonio draftuje Tonyho Parkera až z 28. místa. Ten ihned ukazuje, že až na 28. místo nepatří, a dostává se do základní sestavy Spurs, ale pořád toto na LA nestačí. Spurs opět podléhají Lakers, tentokrát už v semifinále západní konference. LA opět vyhrává NBA a získává threepeat. MVP poprvé vyhrává Tim Duncan ze Spurs.
Spurs roku 2002 nechají nastoupit na palubovku Manu Ginóbiliho, který byl roku 1999 draftovaný až z 57. místa. Jeho výběr je považován za jednu z největších „krádeží“ draftu. Tuto sezónu se San Antoniu Lakers porazit podaří a vyhrávají NBA. Tim Duncan podruhé za sebou vyhrává MVP.
LeBron James (2003–2013)
Roku 2003 je jako jednička do NBA draftován týmem Clevland Cavaliers LeBron James. Dále jsou v tomto draftu vybráni hráči, jako je Carmelo Anthony, Chris Bosh nebo Dwyane Wade. Tuto sezónu LA opět naráží v playoff na San Antonio, to se jim podaří porazit. Ve finále ale LA podlehne Detroitu Pistons. LeBron James vyhrává ROTY. Tuto sezónu se také rozpadá duo Kobe Bryant a Shaquille O‘Neal. Shaquielle O‘Neal přestupuje do Miami Heat.
Další sezónu po rozpadu tohoto dua se Lakers vůbec nedaří a nedostanou se ani do playoff. San Antonio Spurs se dostává do finále, kde poráží Detroit Pistons. MVP vyhrává Steve Nash a stává se druhým hráčem, který nepochází z USA, kdo toto ocenění získal.
V sezóně 2005–2006 se do finále dostává Dallas Mavericks v čele s Dirkem Nowitzkim a Miami Heat, kde v tuto dobu hraje Shaquille O‘Neal a Dwyane Wade. Miami Heat vyhrává 4–2. Steve Nash opět vyhrává MVP. 
Další rok se LeBron James s Clevelandem Cavaliers poprvé dostává do finále NBA, tam na ně ale čekají San Antonio Spurs, kteří porazí Cleveland 4–0. Tento rok jakožto první Evropan vyhrává MVP Dirk Nowitkzki.
V sezóně 2007–2008 se Lakers zvednou, poráží San Antonio v playoff a dostávají se do finále NBA, kde se utkají s Bostonem Celtics, tam ale hrají takoví hráči, jako je Kevin Garnet, Paul Pierce, Ray Allen. Celtics vyhrají svůj doposud poslední 17. titul mistra NBA. Kobe Bryant v tomto roce vyhrává své jediné MVP a Manu Ginóbili 6MOY.
Další dvě sezóny se Lakers opět dostávají do finále NBA, poprvé proti Orlandu Magic a podruhé proti Bostonu Celtics Lakers obě série vyhrávají. V těchto dvou sezónách vyhrává MVP Lebron James.
Před sezónou 2010–2011 přestupuje Lebron James do Miami Heat. Hned první sezónu končí Miami na 2. místě v konferenci a postupují do finále NBA. Ve finále je porazí Dallas Mavericks. MVP tuto sezónu vyhrává v pouhých 22 letech Derrick Rose. Ten tuto sezónu dotáhl Chicago Bulls na první pozici v konferenci. V playoff vypadávají s Miami ve finále konference. Derrick Rose se stává nejmladším hráčem, který kdy toto ocenění vyhrál.
V další sezóně se nové Miami už lépe sehraje, stále jsou druzí v konferenci, ale dostanou se do finále, kde poráží Oklahomu City Thunder s Kevinem Durantem, Russelem Westbrookem a Jamesem Hardenem. LeBron James poprvé vyhrává NBA a stává se tento rok i MVP.
Další sezónu už Miami Heat konferenci vyhrávají především kvůli zranění Derricka Rose, který se už do dobré formy nikdy nevrátí a zranění ho provázejí celou jeho kariérou. Tento rok Bulls končí až na pátém místě v konferenci. Heat opět postupují do finále, kde se utkají se San Antoniem Spurs. Nakonec v napínavé sérii vítězí Miami 4–3. LeBron James vyhrává svůj čtvrtý titul MVP.
Změna stylu hry v NBA (2013–dnešek)
V těchto letech se prosazuje styl hry, kdy se mnohem více střílí trojky a klasickým pivotům je dáváno mnohem méně prostoru. Prostor se spíše dává rozehrávačům a křídlům. Pivoti se tomuto způsobu musí také přizpůsobit a většina dnešních pivotů už trojky dávat umí. Průkopníkem tohoto stylu se stává hlavně Stephen Curry, draftován roku 2009 Golden State Warriors.
V sezóně 2013–2014 se opět ve finále utkává Miami Heat a San Antonio Spurs. Spurs poráží Heat 4–1. Kevin Durant z Oklahomy se stává MVP. LeBron James se po této porážce ve finále rozhodne vrátit do Clevelandu Cavaliers, kteří v roce 2011 draftovali Kyrieho Irvinga. Hned první sezónu se tým Cavaliers dostává do finále NBA proti Golden State se Stephenem Currym a Klayem Thopmsonem. Warriors poráží Cleveland 4–2 a Curry poprvé vyhrává MVP.
Sezóna 2015–2016 se zapsala do historie. Warriors tuto sezónu dosahují 73 výher a pouze 9 proher v regural season, což je nejvíce, co se komu kdy podařilo. Vůbec poprvé v historii se tuto sezónu týmu z NBA podaří vyhrát finálovou sérii, když prohrávají 3–1 na zápasy. Tohoto úspěchu dosáhnou Cleveland Cavaliers ve finálové sérii proti Golden State Warriors. Především poslední zápas této série se zapsal do historie svou napínavou koncovkou, ve které dává LeBron James blok Andre Iguodalovi a následně Kyrie Irving proměňuje trojku, ta posouvá Cleveland do tříbodového vedení. Cavaliers si zbytek zápasu pohlídají a stávají se mistry NBA. LeBron James potřetí vyhrává NBA, Stephen Curry se stává MVP NBA.
Po této sezóně do již tak silných Warriors přestupuje Kevin Durant. Warriors opět tuto sezónu potvrzují roli favorita, vyhrávají konferenci a ve finále poráží Cleveland. MVP vyhrává Russell Westbrook, kterému se jako prvnímu hráči v historii podaří dosáhnout triple-double na zápas (hráč má v zápase 3 statistiky dvojciferné – nejčastěji minimálně 10 doskoků, 10 asistencí a 10 bodů). Další sezóna probíhá podobně silní Warriors nemají konkurenci a opět vyhrávají NBA. LeBron James přestupuje do LA Lakers.
V sezóně 2018–2019 se LA s LeBronem Jamesem nedaří a LeBron James se po třinácti letech nedostává do playoff. Tuto sezónu se na východě nic nemění Warriors opět postupují do finále, ale ve východní konferenci, kde se bez LeBrona Jamese Cavaliers propadají až na 14. místo, nikdo neví, co čekat. Nakonec se Toronto Raptors úžasnými výkony Kawhiho Leonarda dostává do finále proti Warriors. Ve finále se ale zraní tahouni Golden State Kevin Durant s Klayem Thompsonem a Toronto Raptors vyhrává NBA. Je to vůbec poprvé, kdy kanadský tým vyhrává NBA. MVP jako druhý Evropan vyhrává Giannis Antetokunmpo.
Další sezónu přestupuje Anthony Davis do Lakers. Tuto sezónu kvůli viru COVID-19 sezóna neprobíhá jako ostatní. Sezóna je pozastavena 11. března, kdy mají týmy odehráno 63–67 zápasů v regural season a sezóna se opět rozbíhá 14. srpna v takzvané Bubble pouze s 22 týmy, kde jsou všichni hráči zavřeni v jednom komplexu Disneylandu a nesmějí ho opustit. Sezóna se takto dohraje bez jediného nakaženého a bez jediného diváka. V playoff překvapuje Miami Heat, které se i přestože skončilo 5. v konferenci, dostává do finále proti Lakers s LeBronem Jamesem a Anthony Davisem. Tam Miami Lakers podlehne 4–2 a LeBron James získává 4. prsten pro vítěze NBA. MVP opět vyhrává Giannis Antetokunmpo, který tuto sezónu vyhrává i DPOY a stává se třetím hráčem, kterému se to povedlo. V této sezóně se také uděluje cena, která se už nikdy pravděpodobně udělovat nebude, a to Bubble MVP pro nejužitečnější hráče v Bubble. Tuto cenu vyhrává Damian Lillard z Portlandu Trail Blazers. Tuto sezónu zatím překvapují Philadelphia 76ers s Utahem Jazz, kteří každý vyhrávají svou konferenci, i když nepatřili mezi velké favority této sezóny. Naopak Miami Heat, finalisté z minulé sezóny, jsou až 13. v konferenci. Favority na vítěze NBA zůstávají LA Lakers a přidávají se k nim Brooklyn Nets, kde hraje Kyrie Irving, po ročním zranění se Brooklynu uzdravuje Kevin Durant k tomu Nets ještě nedávno posílili koupí Jamese Hardena z Houstonu Rockets.

## Most Valuable Player (MVP)
MVP je cena pro nejlepšího hráče za uplynulou sezónu. Posledním kdo tuto cenu získal, byl v sezóně 2019/2020 Giannis Antetokounmpo. Nejvíc těchto ocenění získal Kareem Abdul Jabbar (6).
| Sezóna  | Hráč                       | Tým                       |
| 1955–56 | Bob Pettit                 | St. Louis Hawks           |
| 1956–57 | Bob Cousy                  | Boston Celtics            |
| 1957–58 | Bill Russell               | Boston Celtics (2)        |
| 1958–59 | Bob Pettit (2)             | St. Louis Hawks (2)       |
| 1959–60 | Wilt Chamberlain           | Philadelphia Warriors     |
| 1960–61 | Bill Russell (2)           | Boston Celtics (3)        |
| 1961–62 | Bill Russell (3)           | Boston Celtics (4)        |
| 1962–63 | Bill Russell (4)           | Boston Celtics (5)        |
| 1963–64 | Oscar Robertson            | Cincinnati Royals         |
| 1964–65 | Bill Russell (5)           | Boston Celtics (6)        |
| 1965–66 | Wilt Chamberlain (2)       | Philadelphia 76ers        |
| 1966–67 | Wilt Chamberlain (3)       | Philadelphia 76ers (2)    |
| 1967–68 | Wilt Chamberlain (4)       | Philadelphia 76ers (3)    |
| 1968–69 | Wes Unseld                 | Baltimore Bullets         |
| 1969–70 | Willis Reed                | New York Knicks           |
| 1970–71 | Lew Alcindor               | Milwaukee Bucks           |
| 1971–72 | Kareem Abdul-Jabbar (2)    | Milwaukee Bucks (2)       |
| 1972–73 | Dave Cowens                | Boston Celtics (7)        |
| 1973–74 | Kareem Abdul-Jabbar (3)    | Milwaukee Bucks (3)       |
| 1974–75 | Bob McAdoo                 | Buffalo Braves            |
| 1975–76 | Kareem Abdul-Jabbar (4)    | Los Angeles Lakers        |
| 1976–77 | Kareem Abdul-Jabbar (5)    | Los Angeles Lakers (2)    |
| 1977–78 | Bill Walton                | Portland Trail Blazers    |
| 1978–79 | Moses Malone               | Houston Rockets           |
| 1979–80 | Kareem Abdul-Jabbar (6)    | Los Angeles Lakers (3)    |
| 1980–81 | Julius Erving              | Philadelphia 76ers (4)    |
| 1981–82 | Moses Malone (2)           | Houston Rockets (2)       |
| 1982–83 | Moses Malone (3)           | Philadelphia 76ers (5)    |
| 1983–84 | Larry Bird                 | Boston Celtics (8)        |
| 1984–85 | Larry Bird (2)             | Boston Celtics (9)        |
| 1985–86 | Larry Bird (3)             | Boston Celtics (10)       |
| 1986–87 | Magic Johnson              | Los Angeles Lakers (4)    |
| 1987–88 | Michael Jordan             | Chicago Bulls             |
| 1988–89 | Magic Johnson (2)          | Los Angeles Lakers (5)    |
| 1989–90 | Magic Johnson (3)          | Los Angeles Lakers (6)    |
| 1990–91 | Michael Jordan (2)         | Chicago Bulls (2)         |
| 1991–92 | Michael Jordan (3)         | Chicago Bulls (3)         |
| 1992–93 | Charles Barkley            | Phoenix Suns              |
| 1993–94 | Hakeem Olajuwon            | Houston Rockets (3)       |
| 1994–95 | David Robinson             | San Antonio2 Spurs        |
| 1995–96 | Michael Jordan (4)         | Chicago Bulls (4)         |
| 1996–97 | Karl Malone                | Utah Jazz                 |
| 1997–98 | Michael Jordan (5)         | Chicago Bulls (5)         |
| 1998–99 | Karl Malone (2)            | Utah Jazz (2)             |
| 1999–00 | Shaquille O'Neal           | Los Angeles Lakers (7)    |
| 2000–01 | Allen Iverson              | Philadelphia 76ers (6)    |
| 2001–02 | Tim Duncan                 | San Antonio Spurs (2)     |
| 2002–03 | Tim Duncan (2)             | San Antonio Spurs (3)     |
| 2003–04 | Kevin Garnett              | Minnesota Timberwolves    |
| 2004–05 | Steve Nash                 | Phoenix Suns (2)          |
| 2005–06 | Steve Nash (2)             | Phoenix Suns (3)          |
| 2006–07 | Dirk Nowitzki              | Dallas Mavericks          |
| 2007–08 | Kobe Bryant                | Los Angeles Lakers (8)    |
| 2008–09 | LeBron James *             | Cleveland Cavaliers       |
| 2009–10 | LeBron James * (2)         | Cleveland Cavaliers (2)   |
| 2010–11 | Derrick Rose *             | Chicago Bulls (6)         |
| 2011–12 | LeBron James * (3)         | Miami Heat                |
| 2012–13 | LeBron James * (4)         | Miami Heat (2)            |
| 2013–14 | Kevin Durant *             | Oklahoma City Thunder     |
| 2014–15 | Stephen Curry *            | Golden State Warriors (2) |
| 2015–16 | Stephen Curry * (2)        | Golden State Warriors (3) |
| 2016–17 | Russell Westbrook *        | Oklahoma City Thunder (2) |
| 2017–18 | James Harden *             | Houston Rockets (4)       |
| 2018–19 | Giannis Antetokunmpo *     | Milwaukee Bucks (4)       |
| 2019–20 | Giannis Antetokunmpo * (2) | Milwaukee Bucks (5)       |
| 2020–21 | Nikola Jokić *             | Denver Nuggets            |
| 2021–22 | Nikola Jokić (2) *         | Denver Nuggets (2)        |

- Poznámka - * aktívní hráči v NBA

## Mnohonásobní vítězové
| Počet | Hráč                 | Tým                                                | Roky                               |
| ----- | -------------------- | -------------------------------------------------- | ---------------------------------- |
| 6     | Kareem Abdul-Jabbar  | Milwaukee Bucks (3) / Los Angeles Lakers (3)       | 1971, 1972, 1974, 1976, 1977, 1980 |
| 5     | Bill Russell         | Boston Celtics                                     | 1958, 1961, 1962, 1963, 1965       |
| 5     | Michael Jordan       | Chicago Bulls                                      | 1988, 1991, 1992, 1996, 1998       |
| 4     | Wilt Chamberlain     | Philadelphia Warriors (1) / Philadelphia 76ers (3) | 1960, 1966, 1967, 1968             |
| 4     | LeBron James         | Cleveland Cavaliers (2) / Miami Heat (2)           | 2009, 2010, 2012, 2013             |
| 3     | Moses Malone         | Houston Rockets (2) / Philadelphia 76ers (1)       | 1979, 1982, 1983                   |
| 3     | Larry Bird           | Boston Celtics                                     | 1984, 1985, 1986                   |
| 3     | Magic Johnson        | Los Angeles Lakers                                 | 1987, 1989, 1990                   |
| 2     | Bob Pettit           | St. Louis Hawks                                    | 1956, 1959                         |
| 2     | Karl Malone          | Utah Jazz                                          | 1997, 1999                         |
| 2     | Tim Duncan           | San Antonio Spurs                                  | 2002, 2003                         |
| 2     | Steve Nash           | Phoenix Suns                                       | 2005, 2006                         |
| 2     | Stephen Curry        | Golden State Warriors                              | 2015, 2016                         |
| 2     | Giannis Antetokunmpo | Milwaukee Bucks                                    | 2019, 2020                         |
| 2     | Nikola Jokić         | Denver Nuggets                                     | 2021, 2022                         |

### Týmy
| Divize              | Tým                    | Místo                       | Aréna                      |
| Východní konference |                        |                             |                            |
| Atlantická          | Boston Celtics         | Boston, Massachusetts       | TD Garden                  |
| Atlantická          | Brooklyn Nets          | Brooklyn, New York          | Barclays Center            |
| Atlantická          | New York Knicks        | New York, New York          | Madison Square Garden      |
| Atlantická          | Philadelphia 76ers     | Filadelfie, Pensylvánie     | Wells Fargo Center         |
| Atlantická          | Toronto Raptors        | Toronto, Ontario            | Scotiabank Arena           |
| Centrální           | Chicago Bulls          | Chicago, Illinois           | United Center              |
| Centrální           | Cleveland Cavaliers    | Cleveland, Ohio             | Rocket Mortgage FieldHouse |
| Centrální           | Detroit Pistons        | Auburn Hills, Michigan      | Little Caesars Arena       |
| Centrální           | Indiana Pacers         | Indianapolis, Indiana       | Gainbridge Fieldhouse      |
| Centrální           | Milwaukee Bucks        | Milwaukee, Wisconsin        | Fiserv Forum               |
| Jihovýchodní        | Atlanta Hawks          | Atlanta, Georgie            | State Farm Arena           |
| Jihovýchodní        | Charlotte Hornets      | Charlotte, Severní Karolína | Spectrum Center            |
| Jihovýchodní        | Miami Heat             | Miami, Florida              | FTX Arena                  |
| Jihovýchodní        | Orlando Magic          | Orlando, Florida            | Amway Center               |
| Jihovýchodní        | Washington Wizards     | Washington, D.C.            | Capital One Arena          |
| Západní konference  |                        |                             |                            |
| Jihozápadní         | Dallas Mavericks       | Dallas, Texas               | American Airlines Center   |
| Jihozápadní         | Houston Rockets        | Houston, Texas              | Toyota Center              |
| Jihozápadní         | Memphis Grizzlies      | Memphis, Tennessee          | FedExForum                 |
| Jihozápadní         | New Orleans Pelicans   | New Orleans, Louisiana      | Smoothie King Center       |
| Jihozápadní         | San Antonio Spurs      | San Antonio, Texas          | AT&T Center                |
| Severozápadní       | Denver Nuggets         | Denver, Colorado            | Ball Arena                 |
| Severozápadní       | Minnesota Timberwolves | Minneapolis, Minnesota      | Target Center              |
| Severozápadní       | Portland Trail Blazers | Portland, Oregon            | Moda Center                |
| Severozápadní       | Oklahoma City Thunder  | Oklahoma City, Oklahoma     | Paycom Center              |
| Severozápadní       | Utah Jazz              | Salt Lake City, Utah        | Vivint Arena               |
| Pacifická           | Golden State Warriors  | San Francisco, Kalifornie   | Chase Center               |
| Pacifická           | Los Angeles Clippers   | Los Angeles, Kalifornie     | Crypto.com Arena           |
| Pacifická           | Los Angeles Lakers     | Los Angeles, Kalifornie     | Crypto.com Arena           |
| Pacifická           | Phoenix Suns           | Phoenix, Arizona            | Footprint Center           |
| Pacifická           | Sacramento Kings       | Sacramento, Kalifornie      | Golden 1 Center            |

## Přehled finálových sérií

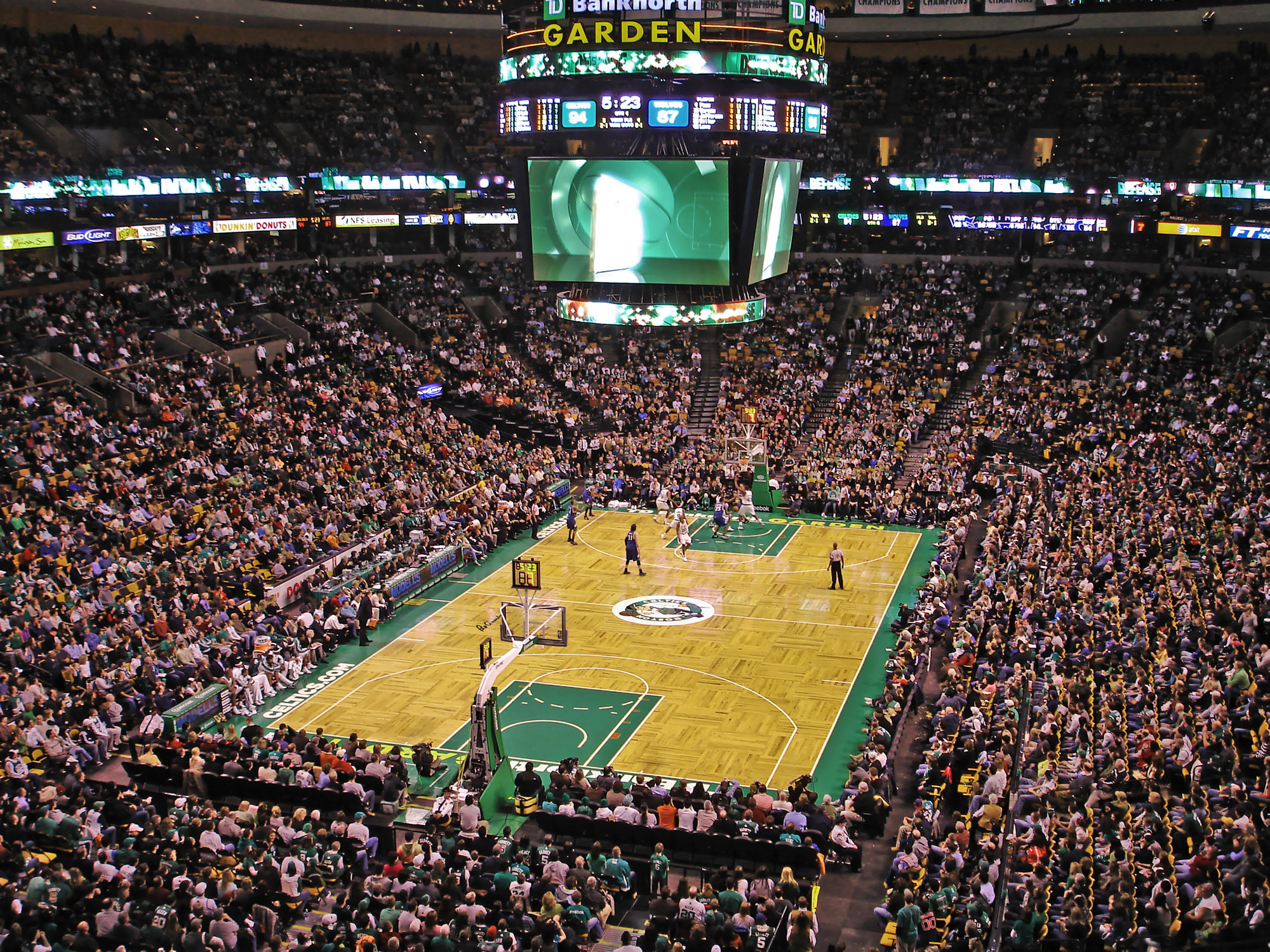
Zápas NBA

| Sezóna  | Vítěz                  | Výsledek | Poražený               |
| ------- | ---------------------- | -------- | ---------------------- |
| 1946–47 | Philadelphia Warriors  | 4–1      | Chicago Stags          |
| 1947–48 | Baltimore Bullets      | 4–2      | Philadelphia Warriors  |
| 1948–49 | Minneapolis Lakers     | 4–2      | Washington Capitols    |
| 1949–50 | Minneapolis Lakers     | 4–2      | Syracuse Nationals     |
| 1950–51 | Rochester Royals       | 4–3      | New York Knicks        |
| 1951–52 | Minneapolis Lakers     | 4–3      | New York Knicks        |
| 1952–53 | Minneapolis Lakers     | 4–1      | New York Knicks        |
| 1953–54 | Minneapolis Lakers     | 4–3      | Syracuse Nationals     |
| 1954–55 | Syracuse Nationals     | 4–3      | Ft. Wayne Pistons      |
| 1955–56 | Philadelphia Warriors  | 4–1      | Ft. Wayne Pistons      |
| 1956–57 | Boston Celtics         | 4–3      | St. Louis Hawks        |
| 1957–58 | St. Louis Hawks        | 4–2      | Boston Celtics         |
| 1958–59 | Boston Celtics         | 4–0      | Minneapolis Lakers     |
| 1959–60 | Boston Celtics         | 4–3      | St. Louis Hawks        |
| 1960–61 | Boston Celtics         | 4–1      | St. Louis Hawks        |
| 1961–62 | Boston Celtics         | 4–3      | Los Angeles Lakers     |
| 1962–63 | Boston Celtics         | 4–2      | Los Angeles Lakers     |
| 1963–64 | Boston Celtics         | 4–1      | San Francisco Warriors |
| 1964–65 | Boston Celtics         | 4–1      | Los Angeles Lakers     |
| 1965–66 | Boston Celtics         | 4–3      | Los Angeles Lakers     |
| 1966–67 | Philadelphia 76ers     | 4–2      | San Francisco Warriors |
| 1967–68 | Boston Celtics         | 4–2      | Los Angeles Lakers     |
| 1968–69 | Boston Celtics         | 4–3      | Los Angeles Lakers     |
| 1969–70 | New York Knicks        | 4–3      | Los Angeles Lakers     |
| 1970–71 | Milwaukee Bucks        | 4–0      | Baltimore Bullets      |
| 1971–72 | Los Angeles Lakers     | 4–1      | New York Knicks        |
| 1972–73 | New York Knicks        | 4–1      | Los Angeles Lakers     |
| 1973–74 | Boston Celtics         | 4–3      | Milwaukee Bucks        |
| 1974–75 | Golden State Warriors  | 4–0      | Washington Bullets     |
| 1975–76 | Boston Celtics         | 4–2      | Phoenix Suns           |
| 1976–77 | Portland Trail Blazers | 4–2      | Philadelphia 76ers     |
| 1977–78 | Washington Bullets     | 4–3      | Seattle SuperSonics    |
| 1978–79 | Seattle SuperSonics    | 4–1      | Washington Bullets     |
| 1979–80 | Los Angeles Lakers     | 4–2      | Philadelphia 76ers     |
| 1980–81 | Boston Celtics         | 4–2      | Houston Rockets        |
| 1981–82 | Los Angeles Lakers     | 4–2      | Philadelphia 76ers     |
| 1982–83 | Philadelphia 76ers     | 4–0      | Los Angeles Lakers     |
| 1983–84 | Boston Celtics         | 4–3      | Los Angeles Lakers     |
| 1984–85 | Los Angeles Lakers     | 4–2      | Boston Celtics         |
| 1985–86 | Boston Celtics         | 4–2      | Houston Rockets        |
| 1986–87 | Los Angeles Lakers     | 4–2      | Boston Celtics         |
| 1987–88 | Los Angeles Lakers     | 4–3      | Detroit Pistons        |
| 1988–89 | Detroit Pistons        | 4–0      | Los Angeles Lakers     |
| 1989–90 | Detroit Pistons        | 4–1      | Portland Trail Blazers |
| 1990–91 | Chicago Bulls          | 4–1      | Los Angeles Lakers     |
| 1991–92 | Chicago Bulls          | 4–2      | Portland Trail Blazers |
| 1992–93 | Chicago Bulls          | 4–2      | Phoenix Suns           |
| 1993–94 | Houston Rockets        | 4–3      | New York Knicks        |
| 1994–95 | Houston Rockets        | 4–0      | Orlando Magic          |
| 1995–96 | Chicago Bulls          | 4–2      | Seattle SuperSonics    |
| 1996–97 | Chicago Bulls          | 4–2      | Utah Jazz              |
| 1997–98 | Chicago Bulls          | 4–2      | Utah Jazz              |
| 1998–99 | San Antonio Spurs      | 4–1      | New York Knicks        |
| 1999–00 | Los Angeles Lakers     | 4–2      | Indiana Pacers         |
| 2000–01 | Los Angeles Lakers     | 4–1      | Philadelphia 76ers     |
| 2001–02 | Los Angeles Lakers     | 4–0      | New Jersey Nets        |
| 2002–03 | San Antonio Spurs      | 4–2      | New Jersey Nets        |
| 2003–04 | Detroit Pistons        | 4–1      | Los Angeles Lakers     |
| 2004–05 | San Antonio Spurs      | 4–3      | Detroit Pistons        |
| 2005–06 | Miami Heat             | 4–2      | Dallas Mavericks       |
| 2006–07 | San Antonio Spurs      | 4–0      | Cleveland Cavaliers    |
| 2007–08 | Boston Celtics         | 4–2      | Los Angeles Lakers     |
| 2008–09 | Los Angeles Lakers     | 4–1      | Orlando Magic          |
| 2009–10 | Los Angeles Lakers     | 4–3      | Boston Celtics         |
| 2010–11 | Dallas Mavericks       | 4–2      | Miami Heat             |
| 2011–12 | Miami Heat             | 4–1      | Oklahoma City Thunder  |
| 2012–13 | Miami Heat             | 4–3      | San Antonio Spurs      |
| 2013–14 | San Antonio Spurs      | 4–1      | Miami Heat             |
| 2014–15 | Golden State Warriors  | 4–2      | Cleveland Cavaliers    |
| 2015–16 | Cleveland Cavaliers    | 4–3      | Golden State Warriors  |
| 2016–17 | Golden State Warriors  | 4–1      | Cleveland Cavaliers    |
| 2017–18 | Golden State Warriors  | 4–0      | Cleveland Cavaliers    |
| 2018–19 | Toronto Raptors        | 4–2      | Golden State Warriors  |
| 2019–20 | Los Angeles Lakers     | 4–2      | Miami Heat             |
| 2020–21 | Milwaukee Bucks        | 4–2      | Phoenix Suns           |
| 2021–22 | Golden State Warriors  | 4–2      | Boston Celtics         |
| 2022-23 | Denver Nuggets         | 4-1      | Miami Heat             |
| 2023-24 | Boston Celtics         | 4-1      | Dallas Maverick        |

## Přehled vítězů
| Klub                   | Tituly | Vítězné ročníky |
| ---------------------- | ------ | --- |
| Boston Celtics         | 18     | 1956–57, 1958–59, 1959–60, 1960–61, 1961–62, 1962–63, 1963–64, 1964–65, 1965–66, 1967–68, 1968–69, 1973–74, 1975–76, 1980–81, 1983–84, 1985–86, 2007–08, 2023–24 |
| Los Angeles Lakers     | 12     | 1971–72, 1979–80, 1981–82, 1984–85, 1986–87, 1987–88, 1999–00, 2000–01, 2001–02, 2008–09, 2009–10, 2019–20                                                       |
| Golden State Warriors  | 7      | 1946–47, 1955–56, 1974–75, 2014–15, 2016–17, 2017–18, 2021–22 |
| Chicago Bulls          | 6      | 1990–91, 1991–92, 1992–93, 1995–96, 1996–97, 1997–98 |
| San Antonio Spurs      | 5      | 1998–99, 2002–03, 2004–05, 2006–07, 2013–14 |
| Philadelphia 76ers     | 3      | 1954–55, 1966–67, 1982–83 |
| Detroit Pistons        | 3      | 1988–89, 1989–90, 2003–04 |
| Miami Heat             | 3      | 2005–06, 2011–12, 2012–13 |
| Milwaukee Bucks        | 2      | 1970–71, 2020–21 |
| Houston Rockets        | 2      | 1993–94, 1994–95 |
| New York Knicks        | 2      | 1969–70, 1972–73 |
| Baltimore Bullets      | 2      | 1947–48, 1977–78 |
| Cleveland Cavaliers    | 1      | 2015–16 |
| Dallas Mavericks       | 1      | 2010–11 |
| Portland Trail Blazers | 1      | 1976–77 |
| Rochester Royals       | 1      | 1950–51 |
| Toronto Raptors        | 1      | 2018–19 |
| Seattle SuperSonics    | 1      | 1978–79 |
| Atlanta Hawks          | 1      | 1957–58 |

## Češi v NBA

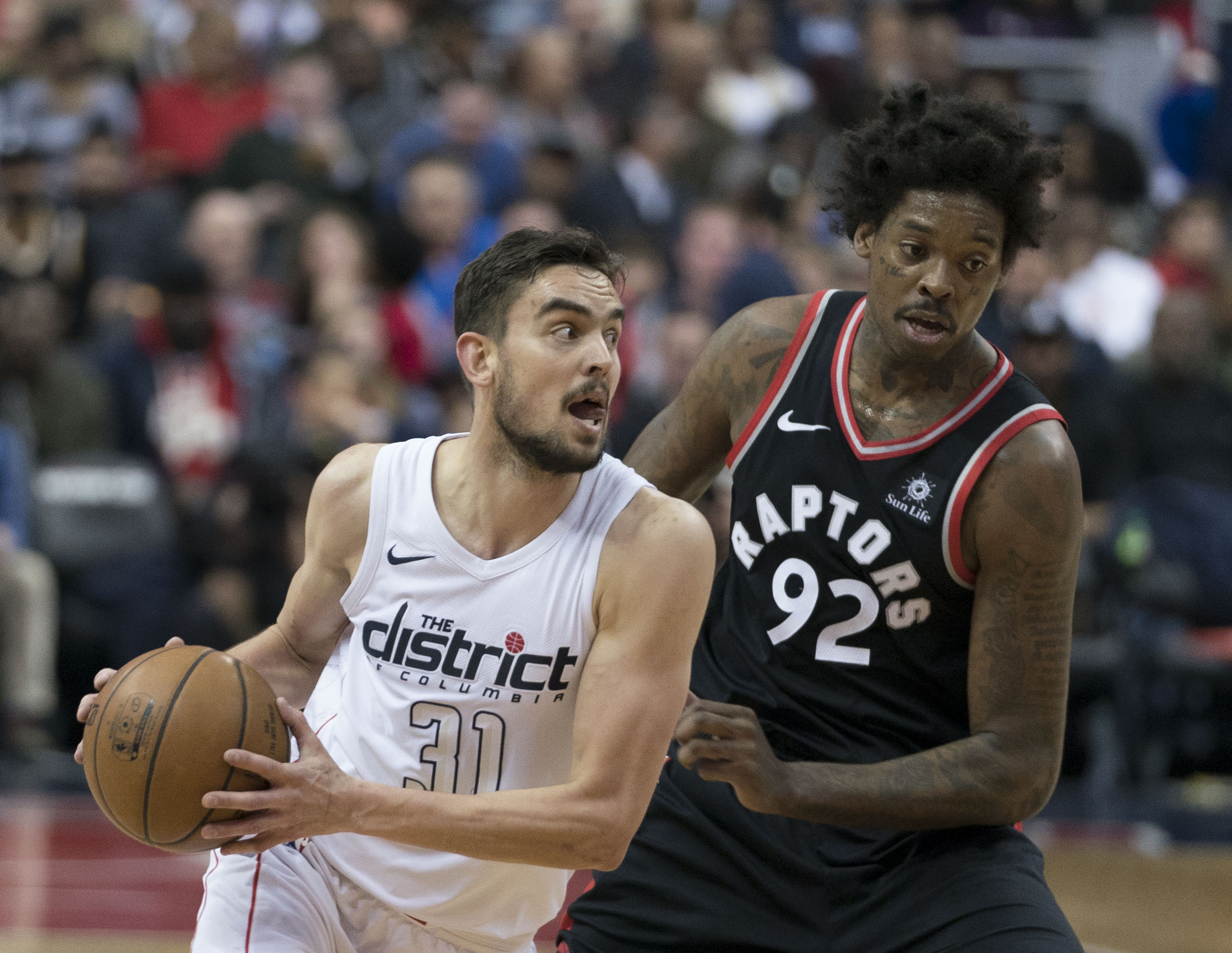
Tomáš Satoranský

- Tomáš SatoranskýJiří Zídek (1995–1998) – Charlotte Hornets, Denver Nuggets a Seattle SuperSonics
- Jiří Welsch (2002–2006) – Golden State Warriors, Boston Celtics, Cleveland Cavaliers a Milwaukee Bucks
- Jan Veselý (2011–2014) – Washington Wizards, Denver Nuggets
- Tomáš Satoranský (2016–2022) – Washington Wizards, Chicago Bulls a New Orleans Pelicans
- Vít Krejčí (od roku 2021) – Oklahoma City Thunder, Atlanta Hawks, Minnesota Timberwolves

## Evropané v NBA

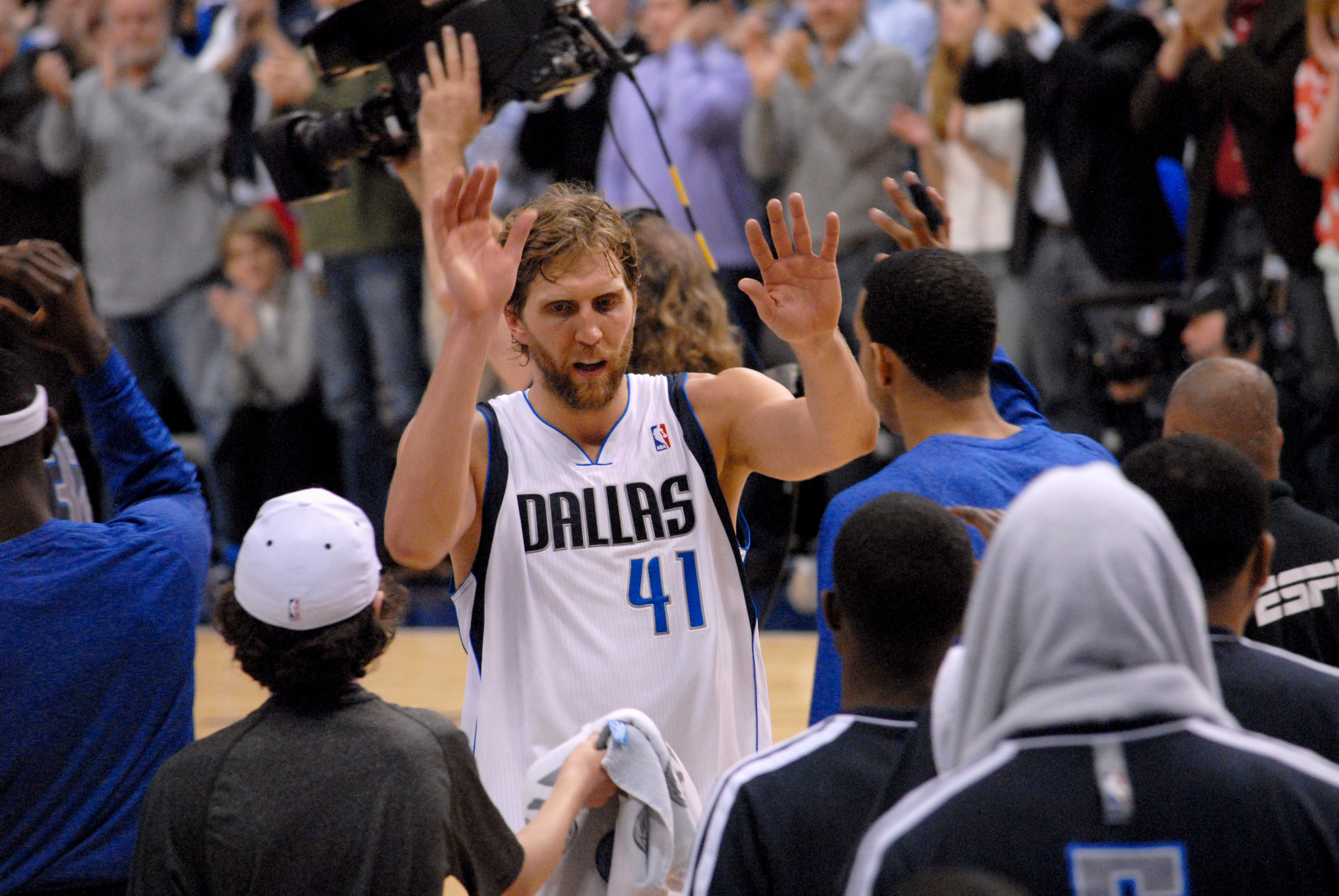
Dirk Nowitzki

Nejúspěšnějšími evropskými hráči v NBA jsou Němec Dirk Nowitzki (31 560 bodů, vítěz NBA 2011, 14× All-Star), Španěl Pau Gasol (20 894 bodů, vítěz NBA 2009 a 2010, 6× v All-Star), Francouz Tony Parker (19 473 bodů, vítěz NBA 2003, 2005, 2007 a 2014, 6× v All-Star) či Řek Jannis Antetokounmpo (17 645 bodů k lednu 2024, vítěz NBA 2021, 8× v All-Star). Velmi silně se v NBA prosazují také hráči z bývalé Jugoslávie (Nikola Vučević, Peja Stojaković, Vlade Divac, Nikola Jokić, Goran Dragić, Bojan Bogdanović, Luka Dončić, Toni Kukoč, Jusuf Nurkić, Bogdan Bogdanović, Vladimir Radmanović, Radoslav Nesterović, Dario Šarić ad.) a Pobaltí (Jonas Valančiūnas, Žydrūnas Ilgauskas, Domantas Sabonis, Arvydas Sabonis). Nejúspěšnějšími Středoevropany jsou Polák Marcin Gortat, Rakušan Jakob Pöltl a Čech Tomáš Satoranský. Nejúspěšnějším Britem je Luol Deng, Nizozemcem Rik Smits, Italem Danilo Gallinari, Turkem Hedo Türkoğlu, Rusem Andrej Kirilenko, Gruzíncem Zaza Pačulija, Švýcarem Clint Capela, Finem Lauri Markkanen, Ukrajincem Alex Len, Švédem Jonas Jerebko, Rumunem Gheorghe Mureșan.